# Lint (Belgio)
Lint è un comune belga di 8 035 abitanti nelle Fiandre (Provincia di Anversa).